# Mantidactylus noralottae
Espèce
Statut de conservation UICN

 DD  : Données insuffisantes
Mantidactylus noralottae est une espèce d'amphibiens de la famille des Mantellidae.

## Répartition
Cette espèce est endémique de Madagascar. Elle se rencontre à environ 996 m d'altitude dans le parc national de l'Isalo,.

## Description
Les 4 spécimens mâles adultes observés lors de la description originale mesurent entre 32,8 mm et 35,5 mm de longueur standard et les 7 spécimens femelles adultes observés lors de la description originale mesurent entre 35,5 mm et 40,0 mm de longueur standard.

## Étymologie
Vincenzo Mercurio a dédicacé cette espèce à sa femme, Nora Lotta Fröhder, désormais Nora Lotta Mercurio, en reconnaissance de sa patience et de son soutien sans relâche.

## Publication originale
- Mercurio & Andreone, 2007 : Two new canyon-dwelling frogs from the arid sandstone Isalo Massif, central-southern Madagascar (Mantellidae, Mantellinae). Zootaxa, no 1574, p. 31-47 (texte intégral).